# 海老川兼武
海老川兼武為日本的機械設計師。
海老川兼武曾參與《機動戰士海盜GUNDAM》的讀者投稿比賽，其設計被選為優勝者並納入作品之中。

## 參與作品

### 動畫
1998年
- 青之6號

2000年
- 銀河冒險戰記
- 捍衛者

2001年
- 銀河冒險戰記Ⅱ
- 變種危機
- 驚爆危機
- 銀河冒險戰記 胎動篇

2002年
- 天使特警
- 銀河冒險戰記 激鬥篇
- 戰鬥妖精雪風

2003年
- 深海潛艇707R

2004年
- 庫拉烏～幻之記憶

2007年
- 你所期望的永遠

2007年
- 爆裂天使

2005年
- 閃耀☆計畫
- 驚爆危機 The Second Raid
- 最終兵器少女 Another love song
- 曙光少女
- 交響詩篇艾蕾卡7

2006年
- 驚爆危機（ARX-8）
- 驚爆危機！The Second Raid OVA
- 涼宮春日的憂鬱
- 奏光之Strain

2007年
- 偶像大師 XENOGLOSSIA
- 機神大戰Gigantic Formula（※ウルカヌス1原案為藤田一己的企劃檢討用範本[2]）
- 機動戰士GUNDAM00(剎那·F·塞耶座機)

2008年
- 機動戰士GUNDAM00 -第二季-(剎那·F·塞耶座機)

2009年
- KIDDY GiRL-AND
- 花圈圈幼稚園
- 模型戰士GUNDAM模型製作家 起始G

2010年
- 劇場版 機動戰士GUNDAM00 -A wakening of the Trailblazer-

2011年
- 機動戰士鋼彈AGE(AGE核心機體)

2013年
- 鋼彈創鬥者

2014年
- 鋼彈創鬥者TRY

2015年
- 機動戰士鋼彈 鐵血的孤兒

2021年
- 境界戰機

2022年
- 機動戰士鋼彈 水星的魔女

### 電玩遊戲
2000年
- 青之6號 歳月不留人-TIME AND TIDE-

2009年
- 太空戰鬥機 奔雷行動